# 科学分支

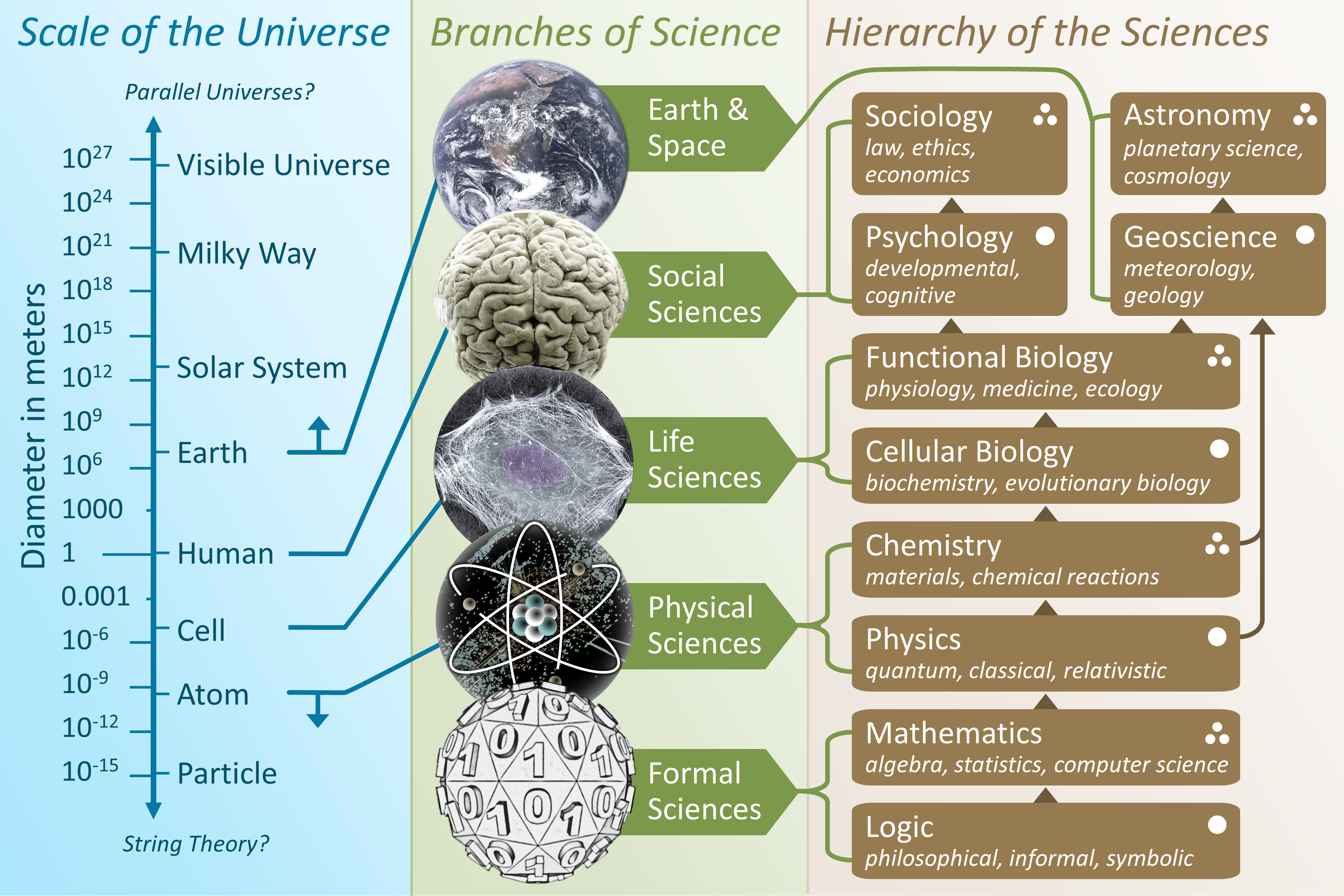
宇宙的各个尺度映射到科学的各个分支，展示了一个系统是如何通过科学的层次结构建立在下一个系统之上的。

科学分支，也被称为科学、“科学领域”或“科学科目”，通常分为三大类：
- 形式科学：对形式系统的研究，如逻辑和数学分支下的学科。它们依据先验知识，而非建立在实证基础上。
- 自然科学：对自然现象的研究（包括宇宙内的宇宙学、地质学、物理学、化学和生物学影响）。自然科学可分为两个主要分支：物理科学和生命科学（或生物科学）。
- 社会科学：在社会和文化角度研究人类行为的科学。[1]